# Fred Ryan
Frederick Joseph Ryan Jr.  (nació el 12 de abril de 1955) es propietario de un grupo de medios de comunicación, asesor político y abogado, que se desempeña actualmente como editor y director ejecutivo del periódico The Washington Post . Fue presidente y director de operaciones de Allbritton Communications Company y fundador, director ejecutivo y presidente del site Politico. Fue jefe de gabinete del expresidente Ronald Reagan, de 1989 a 1995, y es presidente del consejo de administración de la Fundación Presidencial de Ronald Reagan .

## Primeros años de vida
Fred Ryan nació el 12 de abril de 1955 en Tampa, Florida .

## Educación
En 1977, Ryan se graduó magna cum laude de la Universidad del Southern California, para posteriormente, en 1980, Ryan graduarse con honores de la Facultad de Derecho de la USC .
En 2019, Ryan recibió el doctorado honorario de la Universidad de Wake Forest, antes de pronunciar como invitado el discurso de graduación para la promoción de ese año.

## Carrera profesional

### Abogado
Fred Ryan comenzó su carrera profesional trabajando como abogado en el bufete de abogados Hill, Farrer and Burrill de Los Ángeles, California, antes de unirse a la exitosa campaña presidencial Reagan- Bush de 1980.

## Etapa en la Casa Blanca
Ryan comenzó a trabajar en la Casa Blanca en febrero de 1982 durante la administración Reagan como director adjunto de la agenda del presidente. Fue designado un año después para el cargo de Director de la agenda del presidente. En 1985, Ryan fue designado por el presidente para dirigir la Oficina de Iniciativas del Sector Privado de la Casa Blanca, además de mantener su empleo como Director de la agenda presidencial.
El 4 de noviembre de 1987, el presidente Reagan nombró personalmente a Ryan como asistente del presidente, el puesto de más alto nivel en la Casa Blanca.
Cuando el presidente Reagan dejó el cargo, el 20 de enero de 1989, él y la primera dama Nancy Reagan regresaron a California. Ryan fue contratado para ser el exjefe de gabinete del expresidente. Durante este periodo, Ryan fue responsable del establecimiento y funcionamiento de la oficina del expresidente  Reagan en Century City . También jugó un papel decisivo en el diseño, la recaudación de fondos, la planificación y la supervisión de la construcción de la Biblioteca del Presidente Ronald Reagan .
Ryan dejó su puesto como Jefe de Gabinete en el año 1995. Un año antes, el presidente Reagan había anunciado al mundo que le habían diagnosticado la enfermedad de Alzheimer .

## Trayectoria en los medios
Después de desempeñarse como Jefe de Gabinete del expresidente Reagan, Ryan se convirtió en vicepresidente de la compañía de televisión, cable e Internet Allbritton Communications. Como presidente y director de operaciones de la empresa, administró sus múltiples bienes y propiedades de retransmisión y cable.
En 2007, Ryan cofundó Politico, un sitio web y un periódico con un enfoque político. Bajo su liderazgo como presidente y director ejecutivo, Politico fue reconocida por la revista Fast Company por su excelencia como una de las "Compañías más innovadoras del mundo" en marzo de 2010. En la edición de mayo de 2013 de Washington Life, se notó la influencia mediática de Politico, ya que se incluyó a Ryan en la lista "Power 100", un listado que reconoce a las cien personas más influyentes en Washington. El éxito de su cobertura de noticias políticas en multiplataforma le hizo merecedor el "Premio Walter Cronkite" en 2013 para Politico, ABC-7 y NewsChannel 8 bajo la dirección de Ryan.
En septiembre de 2014, Jeff Bezos, propietario de The Washington Post, nombró a Ryan editor y CEO del periódico, iniciando una nueva forma de dirección, centrada en el desarrollo digital de la publicación.

## Fundación Reagan
En 1995, Ryan llegó a ser el presidente de la junta directiva de la Fundación Presidencial Ronald Reagan, contando entre los miembros de la junta con personas como la primera dama Nancy Reagan y el exalcalde de la ciudad de Nueva York, Rudy Giuliani . Ryan administra la fundación y participa en los eventos de la biblioteca, con la misión de "preservar el legado de Ronald Reagan".
Bajo la presidencia de Ryan, la Fundación Reagan se hizo con la "joya de la corona" de los objetos conmemorativos del presidente al obtener el Air Force One, el avión presidencial en el que volaron tanto Reagan como otros seis presidentes de los Estados Unidos. A través de los fondos aportados por T. Boone Pickens y otros donantes, se construyó el Museo Air Force One en la sede de la Biblioteca Presidencial Reagan, en Simi Valley, CA.
Ryan hizo una contribución de carácter personal a la Biblioteca Presidencial Reagan al comprar el pub Ronald Reagan, ubicado en el condado de Tipperary, Irlanda, mientras lo visitaba en unas vacaciones familiares, en 2004. El pub, en funcionamiento, se desmontó por completo y se transportó en un barco de contenedores a Los Ángeles, en donde se volvió a montar bajo el ala del Air Force One en la Biblioteca Presidencial Reagan. El amigo de Ryan, el periodista político, Hugh Sidey, se unió a la inauguración formal del pub Ronald Reagan en la biblioteca. Al justificar su regalo, Ryan expresó su orgullo por su herencia irlandesa, lo que puede explicar la razón por la cual él y su esposa organizan una gran fiesta del Día de San Patricio en su casa de Potomac, MD cada año.
Ryan encabezó el equipo que organizó el emotivo homenaje nacional y el funeral de Ronald Reagan en junio de 2004. Fue portador del féretro a petición del propio presidente Reagan.
Ryan encabezó la celebración del centenario del nacimiento de Ronald Reagan en 2011. El presidente Obama lo nombró miembro de la Comisión bipartidista del Centenario de Ronald Reagan creada por una ley del Congreso americano. Ryan fue elegido presidente de la comisión por los senadores y miembros del Congreso de los Estados Unidos que formaron parte de la comisión con él. Se llevaron a cabo eventos en todo el país y en las principales capitales europeas para celebrar el impacto de las políticas de Reagan en la promoción de la libertad y la democracia.
En los años posteriores a la administración Reagan, Ryan mantuvo una relación muy cercana con Nancy Reagan y se dice que la aconsejó en asuntos importantes. En mayo de 2013, fue el representante personal de Nancy Reagan en el funeral oficial de la ex primera ministra Margaret Thatcher en Londres.

## Asociación Histórica de la Casa Blanca
Ryan se ha desempeñado como Director de la Asociación Histórica de la Casa Blanca desde 2001. En 2012, Fred Ryan se convirtió en presidente de la Asociación Histórica de la Casa Blanca .
Como parte de la "Campaña por la historia de la Casa Blanca", Ryan trabaja con la primera dama Michelle Obama, así como con Caroline Kennedy y exmiembros de la Primera Familia de ambos partidos políticos para recaudar fondos para proyectos educativos y de preservación de la Casa Blanca.
David M. Rubenstein, ex asistente de la Casa Blanca y filántropo, apoyó este esfuerzo con una donación de $10 millones para crear el Centro Nacional David M. Rubenstein para la Historia de la Casa Blanca. Otro proyecto importante que culminó en una campaña de recaudación de fondos es el nuevo Centro de Visitantes de la Casa Blanca.

## Otras actividades
Mientras trabajaba en la Casa Blanca de Reagan, Ryan conoció al  Príncipe de Gales, Carlos de Inglaterra. Esto condujo a una reunión conjunta de líderes empresariales británicos y estadounidenses que impulsaban la responsabilidad social corporativa y el apoyo a las iniciativas del sector privado. A lo largo de los años, desde entonces, Ryan se ha desempeñado como Patrocinador de la Fundación Príncipe de Gales y como miembro de la Junta Directiva de Duchy USA, la iniciativa corporativa del Príncipe en los Estados Unidos.
Fred Ryan se desempeña como copresidente del Comité Asesor de Bibliotecas Presidenciales, un grupo no partidista formado por el Archivista de los Estados Unidos. Es miembro de la junta asesora del Museo Nacional de Historia Estadounidense, la Junta de Consejeros de la Escuela Annenberg de Comunicación y Periodismo de la USC y la Junta de Fideicomisarios del Teatro Ford.
Un programa obtenido de la cena del elitista Club Alfalfa, en enero de 201, señalaba a Ryan como el secretario de esa organización secreta.
Ryan es el editor de la obra Ronald Reagan: The Wisdom and Humor of the Great Communicator, publicado por HarperCollins en 1995, y de Ronald Reagan: The Great Communicator, publicado también por HarperCollins en 2001. Además, fue productor ejecutivo del muy aclamado video de la presidencia de Reagan, titulado The Reagan Years .[cita requerida]